# Matthew Mitcham
Matthew John Mitcham (engelskt uttal: [ˈmæθju: dʒɒn mɪt͡ʃəm] ( lyssna); även känd under smeknamnet Matt), född 2 mars 1988 i Brisbane, är en australisk simhoppare. Han är främst känd för att ha vunnit guld i herrarnas höga hopp vid de olympiska spelen 2008 i Peking. I sista omgången i finalen fick han de högsta poängen för ett hopp i de olympiska spelens historia och blev därigenom första australier att vinna guld i simhopp sedan år 1924, då Dick Eve vann. Efter de olympiska spelen tog han ett brons i världsmästerskapen i simsport 2009 samt silver i alla de discipliner han ställde upp i vid samväldesspelen 2010 i Delhi. I april 2011 ådrog han sig en abdominalskada som gjorde att han inte kunde tävla förrän i december samma år. Han lyckades ändå kvala in till olympiska sommarspelen 2012 genom att vinna de australiensiska mästerskapen. Väl där lyckades han inte ta sig vidare till final, utan slutade på en trettonde plats. Mitcham vann inga fler medaljer i världsmästerskap eller olympiska spel, och avslutade sin simhoppskarriär 2016.
Mitcham var en av få öppet homosexuella idrottare vid de olympiska sommarspelen 2008, och den första öppet homosexuella olympiska guldmedaljören. Det har varit svårt för Mitcham att få sponsorer, något han själv har förklarat med sin sexuella läggning. 2009 lyckades han få telekommunikationsbolaget Telstra som sponsor, och är sedan 2010 talesman och ambassadör för klädvarumärket Funky Trunks.
2020 valdes Mitcham in i International Swimming Hall of Fame. 

## Idrottskarriär

### Tidig karriär
Mitcham började tävla i trampolin, innan han av en slump upptäcktes av simhoppstränaren Wang Tong Xiang, som var tränare vid Australian Institute of Sports dykprogram. Under flera år höll Mitcham på med både simhopp och trampolin parallellt och innan han lade av med sporten hann han representera Australien vid juniorvärldsmästerskapen i trampolin 1999 och 2001. Efter att ha bytt till simhopp helt vann han mellan 2002 och 2004 de nationella ungdomsmästerskapen i sporten. Han tävlade i ungdoms-VM i simhopp 2002, 14 år gammal. 2004 vann han silver på en meter, tre meter par och tio meter i juniorvärldsmästerskapen och vann en meter, tre meter, tio meter och tre meter par vid de nationella ungdomsmästerskapen. Han misslyckades med att kvalificera sig till OS 2004.
2005 tog han guld på tre meter, tio meter och tre meter par (med Scott Robertson) samt silver på en meter på Australian Olympic Youth Festival. Vid världsmästerskapen i simsport 2005 i Montreal slutade han tolva på tio meter och därefter deltog han i flera tävlingar, såsom samväldesspelen 2006 där han bland annat kom fyra på tre meter och tre meter par med Robertson. Kort innan samväldesspelen slog han i hopptornet vid en träning, som gjorde att han tvingades tävla med sin vänstra axel hårt fastspänd. 2006 tog han ett uppehåll, men återvände 2007 då han började träna med nuvarande tränaren Chava Sobrino vid New South Wales Institute of Sport. 2008 vann han en meter, tre meter och tio meter i australiska mästerskapen och vann en grand prix-tävling i Fort Lauderdale i Florida.

### Olympiska spelen 2008
Mitcham representerade Australien i olympiska sommarspelen 2008 i det höga hoppet och på 3-meterssvikten. I tremeterssvikten slutade han på sextonde plats och kom inte till final. I tiometerstävlingen kvalade han in som tvåa till semifinalen och finalen. Efter att ha nått blandad framgång i de första fem hoppen i finalen påbörjade han sista hoppomgången som tvåa, 34 poäng efter den kinesiska simhopparen Zhou Lüxin. Efter att Zhou hade hoppat sitt sämsta hopp i finalen och bara fick 74,80 poäng behövde Mitcham fortfarande få 107,30 poäng, vilket är ett väldigt högt antal för att vinna guld.
Hans nästan perfekta finalhopp fick fyra tior från domarna, vilket är den högsta poängen som kan delas ut av en domare. Han fick totalt 112,10 poäng, vilket är den högsta poängen för ett enskilt hopp i de olympiska spelens historia. Han avslutade med en totalpoäng på 537,95, och slog därmed Zhou som slutade på 533,15. Han säkrade i och med det Australiens andra simhoppsmedalj i OS det året och hans vinst hindrade Kina från att vinna alla guldmedaljer i simhopp. Han var första australiska man att vinna en olympisk guldmedalj i simhopp sedan Dick Eve 1924, och den första öppet homosexuella vinnaren av ett olympiskt guld i någon sport.
| ”         | Det är helt overkligt. Jag trodde aldrig att detta skulle vara möjligt. Jag var inte ens säker på mina medaljchanser över huvud taget. Efter mitt sista hopp och jag såg att jag kom in först tänkte jag att "det var det, en silvermedalj. Jag är så nöjd" och sen vann jag. Jag kan inte fatta det, jag är så glad. | „ |
| – Mitcham | |   |

Efter guldet utsågs han till årets australiska idrottare 2008.

### 2009–2012

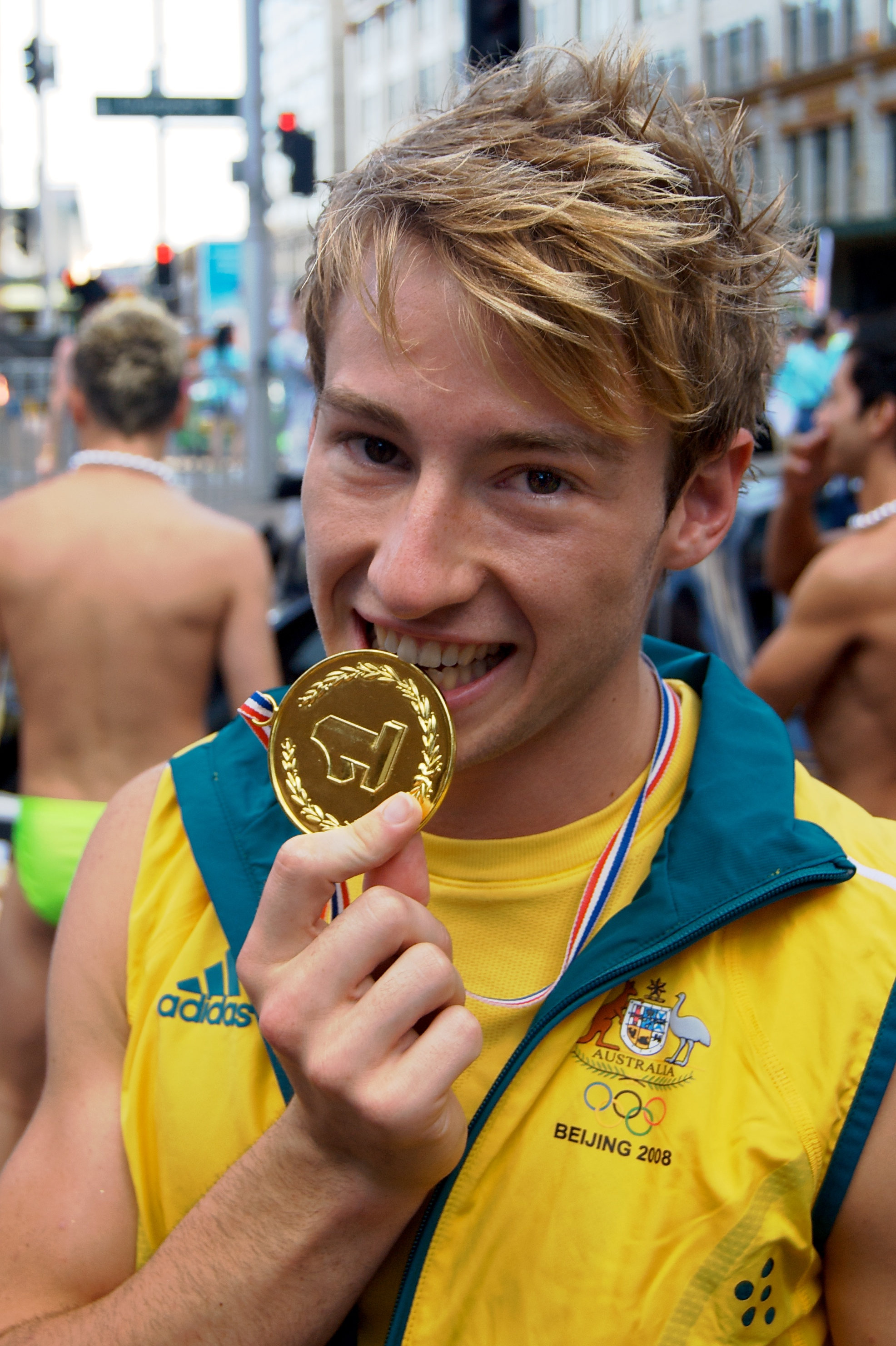
Mitcham vid festivalen Mardi Gras i Sydney 2008.

Efter vinsten vid OS 2008 tog Mitcham brons på tre meter och kom på en fjärdeplats på tio meter vid världsmästerskapen i simsport 2009 i Rom. Vid samväldesspelen 2010 i Delhi vann Mitcham fyra silvermedaljer, i alla de discipliner han ställde upp i.
I april 2011 ådrog sig Mitcham en abdominalskada som gjorde att han missade världsmästerskapen i simsport 2011 i Shanghai. Skadan gjorde att han sjönk snabbt i världsrankingen, även om han relativt snabbt lyckades återhämta sig för att återvända i december samma år. Han lyckades inte nå lika stora framgångar som innan skadan. Vid kvaltävlingar innan de olympiska spelen lyckades han inte göra bra ifrån sig, trots att han inte ska ha haft några problem med sina gamla skador. Frågan var därför huruvida han ens skulle bli utvald att få tävla i 2012 års olympiska spel, och om den australiska olympiska kommittén skulle anse att hans gamla skador var att ta i beaktande. I och med vinsten i de nationella mästerskapen på tio meter gjorde det möjligt för honom att återigen delta vid de olympiska spelen. 2012 utsågs han till årets australiska manliga simhoppare.

### Olympiska spelen 2012 och karriärslutet som simhoppare
Mitcham ställde upp på 10 meter vid de olympiska spelen 2012. Han skrev på Twitter att "om jag vinner guld i London 2012 kommer jag dyka från 10 meter naken för att fira."
Han tog sig vidare från kvalomgången var på god väg att kvalificera sig vidare till finalen innan han misslyckades i sitt sista hopp, en 2½ mollbergare baklänges med 2½ skruv. Han hamnade på trettonde plats med 482,40 poäng och bara de tolv bästa kvalificerade sig till finalen. Mitcham funderade efter misslyckandet på att sluta tävla eller bli en svikthoppare vid olympiska spelen 2016 i Rio de Janeiro. Han sade att ”jag bestämt redan innan London 2012 att det skulle vara mina sista olympiska spel på grund av alla skador och att jag inte såg någon bättring. Men nu vet jag att jag aldrig vill missa några olympiska spel igen. Oavsett om det är på svikten eller i media kommer jag vara i Rio.” Han fortsatte: ”Att komma på trettonde plats och missa med en plats är väldigt tufft. Hade jag kommit på artonde plats hade det varit lätt att säga att 'nåväl, jag hade ingen chans'. Det skulle alltid bli en tuff kamp. Jag kommer alltid vara en olympisk mästare.”
Mitcham vann en guldmedalj vid Samväldesspelen 2014 i 10 meter par och två silvermedaljer. Dessa var hans sista sportsliga framgångar. I början av 2016 tillkännagav han att han inte skulle delta i Riospelen utan fokusera på sin karriär i media och underhållning.
I februari 2020 tillkännagav Swimming World Magazine att Mitcham skulle väljas in i International Swimming Hall of Fame vid en ceremoni i Fort Lauderdale i Florida, USA 25 april 2020. På grund av Coronaviruspandemin 2019–2021 sköts dock ceremonin upp till sen höst 2020.

## Mediekarriär
Sedan OS-guldet 2008, med den högsta uppmätta poängen för ett enskilt hopp i de olympiska spelens historia, har Mitcham varit en framträdande medieprofil. Efter OS-guldet trycktes han på ett av Australiens frimärken, och 2012 släppte han sin självbiografi, Twists and Turns. Efter de olympiska spelen har han bland annat spelat i kabaréer och musikaler. Under en skadeperiod 2010 lärde han sig att spela ukulele, och laddade upp några videor på sig själv på youtube när han spelade ukulele i den olympiska byn vid OS 2012. Efter dessa framträdanden blev han från och till inbjuden att uppträda vid olika kabaréer och festivaler; han blev först inbjuden att framträda av Jeremy Brennan som driver Slide Cabaret i Sydney, vilket därpå ledde till att han bland annat fick framträda vid den avslutande galan vid Melbourne Cabaret Festival 2013. Producenterna vid festivalen imponerades av hans framträdande, och föreslog att hans självbiografi borde göras om till en show. Så skedde, och efter en framgångsrik crowdfundingkampanj blev showen till i form av en blandning mellan sång, monologer och komedi. Den hade sin premiär 2014 vid Perth Fringe World Festival, och har därefter turnerat runtom i Australien. 2015 visades den upp vid Sydney Gay & Lesbian Mardi Gras. 2015 tävlade han även i den australiska upplagan av Dancing with the Stars. Han och hans partner Masha Belash slutade på en andra plats, efter Emma Freedman och Aric Yegudkin.
Under 2017 inledde Mitcham en karriär som smyckesformgivare, i samarbete med smyckestillverkarna Affinity Diamonds, för deras kollektion H&H Collection. Kollektionen togs specifikt fram efter att Australien i en folkomröstning röstat ja till samkönat äktenskap, och är just framtagen för samkönade par.

## Privatliv

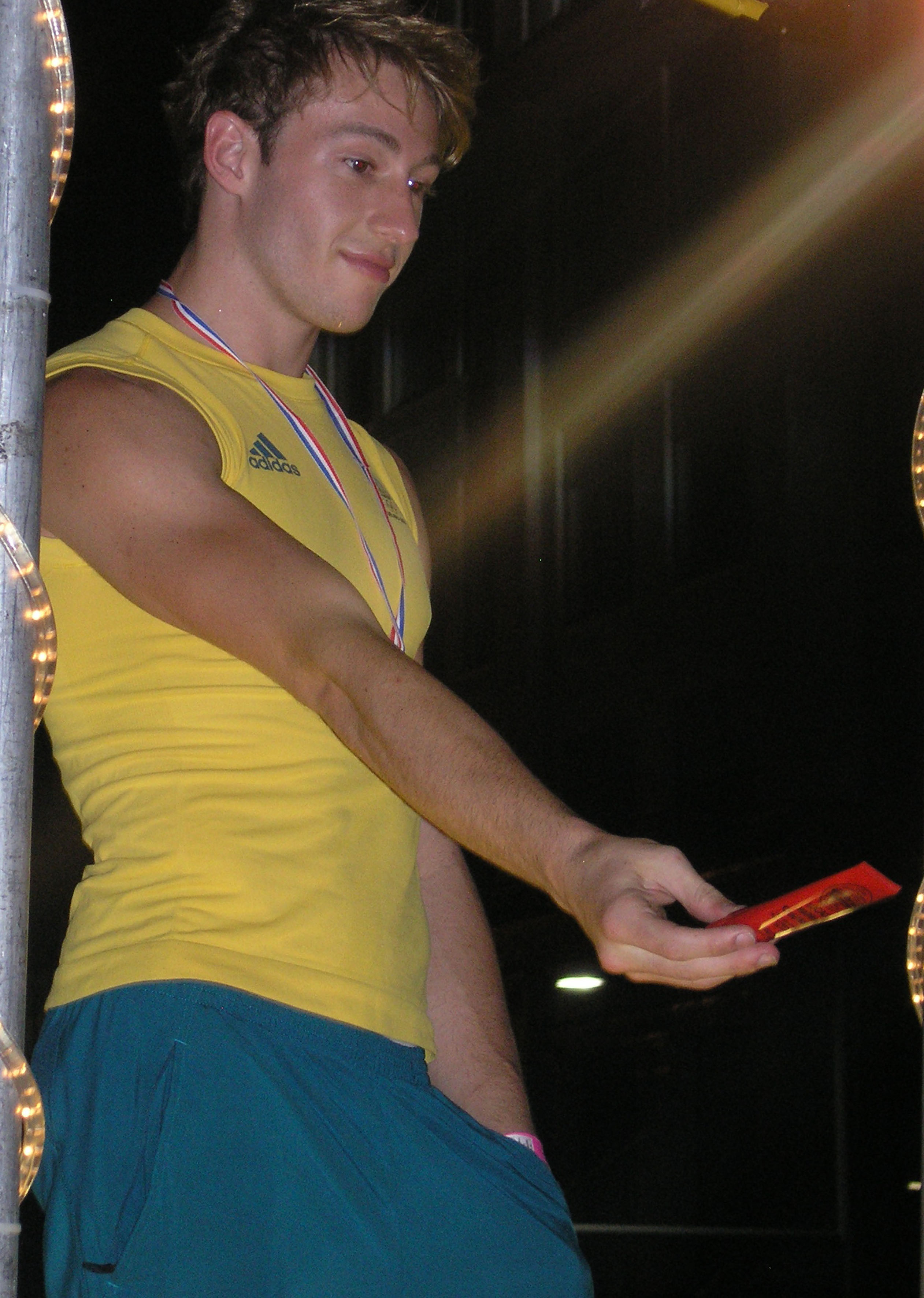
Mitcham leder 2009 års Sydney Gay & Lesbian Mardi Gras.

Mitcham föddes 2 mars 1988 i Brisbane, Australien, men bor och tränar i Sydney. Han uppfostrades av sin mor, som under hans uppväxt hade alkoholproblem, och har aldrig träffat sin far. Han har studerat mandarin vid universitetet i Queensland och studerade 2009–2010 för en kandidatexamen vid universitetet i Sydney.
2008 kom han öppet ut som homosexuell i tidningen The Sydney Morning Herald, när de profilerade favoriter att vinna medaljer inför de olympiska spelen. Under OS 2008 och i mars 2009 framträdde han även på omslaget till den internationella homosexuellt inriktade tidningen The Advocate, samt på omslaget till den australiska homosexuellt inriktade tidningen DNA. Detta föranledde att han ledde 2009 års Sydney Gay & Lesbian Mardi Gras, en prideparad som besöktes av ungefär 300 000 besökare.
Hans läggning väckte uppmärksamhet i Australien eftersom reportrar trodde att han var den första öppet homosexuelle olympiern från Australien. Det framkom dock senare att den australiska simhopparen Mathew Helm, som vann silver i simhopp vid olympiska sommarspelen 2004, hade kommit ut kort innan OS startade 2008. Utöver dessa två har även Ji Wallace, som vann silver i trampolin vid olympiska sommarspelen 2000, deltagit i OS, men han kom ut först efter spelen. Innan han vann på 10-meterssvikten rapporterades han vara en av bara elva öppet homosexuella idrottare under olympiska spelen 2008, av totalt 11 028 idrottare från 204 länder. Han var ambassadör för Gay Games 2010 i Köln och läste upp en ed vid inledningsceremonin. I intervjuer efter OS 2008 har han sagt att han fick många brev från homosexuella tonåringar efter spelen, "vilket var väldigt trevligt och gjorde en verkligen ödmjuk". 2009 och 2010 utsågs han av läsare av samesame.com.au till en av Australiens 25 mest inflytelserika homosexuella personer.
I sin självbiografi från 2012 skildrar Mitcham hur han, trots sina framgångar, under lång tid lidit av depression och självskadebeteende, samt ett beroende av alkohol och droger som crystal meth. Han konstaterar där att även om han inte vann något guld vid OS 2012 i London var hans största bedrift att besegra sin fysiska och själsliga smärta, och bli fri från droger för att kunna delta i spelen.
Mitcham var tillsammans med Lachlan Fletcher mellan 2006 och 2018. 4 juni 2019 förlovade han sig med Luke Rutherford, varpå de flyttade till London. De hade sin bröllopsceremoni 25 februari 2020 i Chateau de Halloy, Ciney, Belgien, efter att ha gift sig borgerligt i England tidigare under året. Flera av Mitchams släktingar kunde dock inte delta under bröllopet, eftersom de satt i karantän på grund av Covid-19.

## Sponsorskap
Trots sina framgångar hade Mitcham det under sin karriär svårt att få sponsorer. I en ledare i The Advocate frågade sig skribenten: "vad ska en kille göra när han har guldet, berömmelsen, mannen, men inga stora stöd?" Han själv konstaterade att det förmodligen kostade honom sponsorer att komma ut som homosexuell. Hans vän Alex Croak sade att "det kanske inte var så klokt av honom att komma ut. Jag är inte en expert på marknadsföring och vet inte vad företag letar efter, men kanske var det skadande då det är en risk för företag att ta."
| ” | Jag har inte upplevt någon homofobi i sporten, men jag hoppas att jag inte upplever någon inom företagsvärlden eftersom det inte har kommit några företag springande för att sponsra mig. Det tog väldigt lång tid för mig att säkra någon form av sponsorskap efter olympiska spelen, och det är fortfarande mitt enda sponsorskap. | „ |
| – | |   |

2009 fick han till slut det australiska telekommunikationsbolaget Telstra som sponsor. I mars 2010 tillkännagavs Mitcham som Funky Trunks nya ansikte och framträdde på reklamkampanjer över hela Australien, Europa och USA i och med att märket snabbt spred sig internationellt. Han har även varit en talesman och "simklädesambassadör" för märket.